# Chusquea falcata
Chusquea falcata là một loài cỏ thuộc họ Poaceae.
Loài này chỉ có ở Ecuador.